# Oestomantis anoplonotus
Oestomantis anoplonotus är en bönsyrseart som beskrevs av Werner 1933. Oestomantis anoplonotus ingår i släktet Oestomantis och familjen Toxoderidae. Inga underarter finns listade i Catalogue of Life.